# Powiat Breno
Breno (wł. Circolo di Breno) – powiat w Szwajcarii, w kantonie Ticino, w okręgu Lugano. Siedziba administracyjna powiatu znajduje się w miejscowości Alto Malcantone. 
Powiat składa się z czterech gmin (comune) o powierzchni 34,12 km² i o liczbie mieszkańców 2950.

## Gminy
| Nazwa gminy     | Powierzchnia km² | Liczba mieszkańców 31 grudnia 2021 |
| --------------- | ---------------- | ---------------------------------- |
| Alto Malcantone | 22,06            | 1 377                              |
| Aranno          | 2,59             | 356                                |
| Miglieglia      | 5,10             | 321                                |
| Novaggio        | 4,37             | 832                                |

## Zmiany administracyjne
- 13 marca 2005
  - utworzenie gminy Alto Malcantone z gmin Arosio, Breno, Fescoggia, Mugena i Vezio